# ساكاوات
الساكاوات (الاسم العلمي: Pitheciinae) هي أسرة من الحيوانات تتبع فصيلة سعادين عارية الوجه من الرتبة الرئيسيات.

## أجناس
- سعدان الساكي
  - ساكي إستوائي (الاسم العلمي:Pithecia aequatorialis )
  - ساكي أبيض القدم (الاسم العلمي:Pithecia albicans)
  - ساكي عاري الوجه (الاسم العلمي:Pithecia irrorata)
  - ساكي الراهب (الاسم العلمي:Pithecia monachus)
  - ساكي أبيض الوجه (الاسم العلمي:Pithecia pithecia)
- سعدان الساكي الملتحي
  - ساكي ملتحي أسود (الاسم العلمي:Chiropotes satanas)
  - ساكي ملتحي أحمر الظهر (الاسم العلمي:Chiropotes chiropotes)
  - ساكي ملتحي بني الظهر (الاسم العلمي:Chiropotes israelita)
  - ساكي ملتحي أوتاهيكي (الاسم العلمي:Chiropotes utahickae)
  - ساكي ملتحي أبيض الأنف (الاسم العلمي:Chiropotes albinasus)
- سعدان الواكاري
  - واكاري أسود الرأس (الاسم العلمي:Cacajao melanocephalus)
  - واكاري أصلع (الاسم العلمي:Cacajao calvus)
  - واكاري أراكا (الاسم العلمي:Cacajao ayresii)^
  - واكاري نبلينا (الاسم العلمي:Cacajao hosomi)^

^ أنواع وصفت حديثاً